# Công chúng mục tiêu

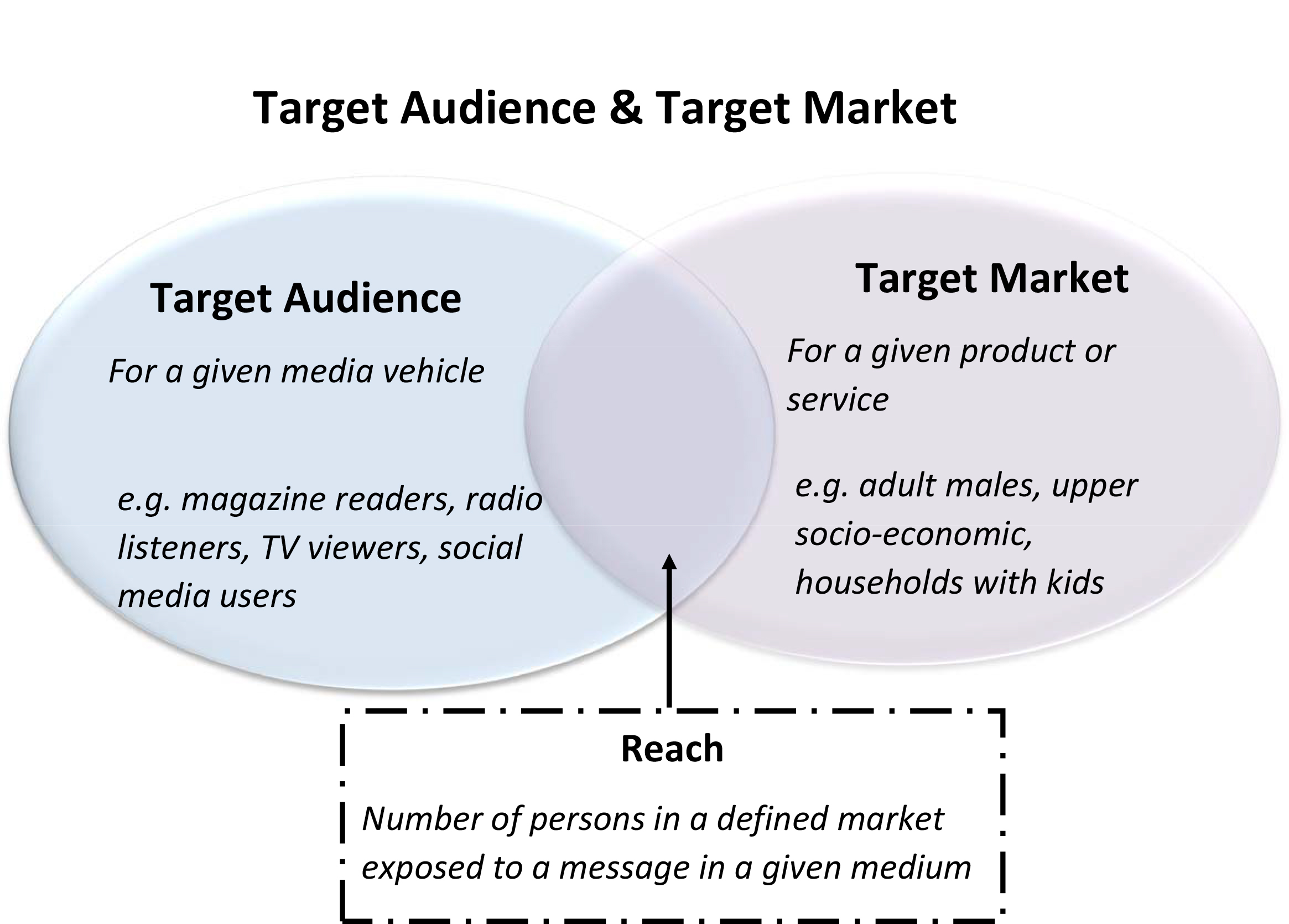
Mối quan hệ giữa thị trường mục tiêu (target market) và công chúng mục tiêu (target audience)

Công chúng mục tiêu (tiếng Anh: target audience) là đối tượng khán thính giả hay tập thể độc giả được mong đợi của một xuất bản phẩm, bài quảng cáo hoặc những thông điệp khác. Trong marketing và quảng cáo, đó là một nhóm người tiêu dùng cá biệt trong phạm vi thị trường mục tiêu đã xác định trước, được nhận diện là những đối tượng hay người tiếp nhận một bài quảng cáo hoặc một thông điệp riêng biệt. Các doanh nghiệp có một thị trường mục tiêu rộng lớn sẽ tập trung vào một đối tượng công chúng mục tiêu cụ thể cho những thông điệp nào đó để gửi đi, ví dụ như quảng cáo nhân dịp Ngày của Mẹ của công ty The Body Shop, vốn được nhắm tới trẻ em và các đấng lang quân của phụ nữ hơn là nhắm đến toàn bộ thị trường khi nó bao gồm cả chính bản thân những người phụ nữ.
Công chúng mục tiêu được cấu thành từ các nhân tố giống với thị trường mục tiêu, nhưng nó cụ thể hơn và dễ bị ảnh hưởng từ các nhân tố khác. Việc chỉ ra sự khác biệt giữa thị trường mục tiêu và công chúng mục tiêu thì gần với sự khác nhau giữa marketing và quảng cáo. Trong marketing, thị trường được nhắm tới bởi các chiến lược kinh doanh, trong khi quảng cáo và các phương tiện truyền thông như chương trình truyền hình, âm nhạc và các phương tiện truyền thông in ấn (báo chí) lại được sử dụng hiệu quả hơn khi hấp dẫn công chúng mục tiêu. Một chiến lược tiềm năng để hấp dẫn công chúng mục tiêu sẽ là những món đồ chơi quảng cáo trên các chương trình truyền hình buổi sáng dành cho thiếu nhi hơn là chương trình tin tức buổi tối. Tiếp cận công chúng mục tiêu là một quá trình theo cấp bậc, bắt đầu bằng việc lựa chọn nhân tố của thị trường mục tiêu. Lôi cuốn thành công một đối tượng công chúng mục tiêu thì đòi hỏi một kế hoạch truyền thông chi tiết, bao gồm nhiều nhân tố để đạt được một chiến dịch hiệu quả.